# Andrew Nelson Caudell
Andrew Nelson Caudell (18 de agosto de 1872 – 1 de março de 1936) foi um entomólogo especialista no estudo da ordem Orthoptera de insetos, o que inclui gafanhotos, grilos e esperanças. Suas contribuições o tornaram uma referência em estudos taxonômicos, levando-o a se tornar membro e presidente da Sociedade Entomológica de Washington.